# Simone Kopmajer
Simone Kopmajer (Schladming, 1981) è una cantante austriaca.

## Biografia
Cresciuta a Bad Aussee, inizia a suonare il pianoforte all'età di 8 anni.
A 12 inizia a suonare il sassofono. A 17 anni si esibisce regolarmente con la band jazz del padre.
Studia musica con Sheila Jordan, Mark Murphy, Jay Clayton, e Michele Hendricks.
Dopo un Master presso l'Università di Musica e Arte Drammatica di Graz, in Austria, gira l'Olanda per due volte con l'Euro Big Band e appare in alcuni festival jazz europei.
Nel 2003 vince una borsa di studio al Hans Koller Prize di New York, dove registra il suo primo album, "Moonlight Serenade", prodotto da Todd Barkan, che ha successo soprattutto in Giappone.
Registra altri 6 album per l'etichetta giapponese Venus.
Nel 2011 pubblica l'album "Nothing’s Gonna Change", che la fa conoscere in Thailandia, dove sarà l'attrazione principale del Chiang Mai Jazz Festival.
Si esibisce dal vivo in Nord America, Sud-Est asiatico, Australia ed Europa.

## Discografia
- Moonlight Serenade (Venus Records 2003)
- Romance (Zoho 2004)
- Taking a Chance on Love (Venus Records 2007)
- Let´s Fall in Love (Venus Records 2008)
- Didn´t You Say (Karonte, Hitman Jazz, Edel 2010)
- Aromas of Hawaii (Venus Records 2010)
- Nothing´s Gonna Change (Hitman Jazz 2011)
- New Romance (Venus Records 2011)
- Live at Heidi's Jazzclub (Lucky Mojo Records 2012)
- Emotion (Hitman Jazz 2013)
- The Best in You (Lucky Mojo Records 2014)
- Soulmates (Lucky Mojo Records 2015)
- The collection (2016)
- Good old times (Lucky Mojo Records 2017)
- Daydreaming (EP Lucky Mojo Records 2018)
- Spotlight on jazz (2018)
- My Favorite Songs (2019)
- My Wonderland (2020)
- Christmas (Lucky Mojo Records 2020)